# 野球における乱数表
野球における乱数表（やきゅうにおけるらんすうひょう）は、投手と捕手の間にて球種のサイン交換に用いられた表を指し、グラブに張り付ける形で使用されていた。

## 概要
縦横4マスから5マスの表にあらかじめ1から5程度のランダムな数字を記しておき、投球前に「（例として）最初に出す指の数を縦軸の数、次に出す数を横軸の数」という形でサインを送り、表の交差する数で球種を確認して投球する、というある種の乱数表である。投手はグラブ内で親指を入れるところの近くに、捕手は左手首の内側に貼り付けて使用していたとされている。

## 日本における歴史
日本プロ野球において、ベンチに盗聴器が仕掛けられる、スコアボードから球場関係者が覗く、観客を装った関係者が双眼鏡でサインを確認して合図を送るといったサイン盗みが横行するようになると、その対抗策として乱数表が導入された。
乱数表を初めて日本で野球に取り入れたのは1960年代後半、三原脩が監督を務めていた当時の近鉄であると言われている。単純なサイン交換に比べて、サインを暗記する手間が減り、サイン間違いが発生しないことや、相手チームにサインを盗まれる確率が低くなるといった利点から、徐々にプロ野球界ではほぼ常識的に利用されるようになった。
乱数表の導入以降、サインがより複雑化し、試合進行を円滑に進めるにあたっての障害（特にナイターではその分、照明に使用する電気使用料が増大する）となるなど著しい問題になったことから、1983年6月に、当時のコミッショナー・下田武三が全球団に「乱数表の使用禁止」を通達し、以後日本のプロ野球で使用されることはなくなった。